# ヒースロー・ターミナル5駅
ヒースロー・ターミナル5駅（ヒースロー・ターミナル5えき、英語: Heathrow Terminal 5 station）は、ヒースロー空港ターミナル5にあるヒースロー・エクスプレスとロンドン地下鉄ピカデリー線の共用鉄道駅である。開業日は2008年3月27日。設計はHOKインターナショナルとRogers, Stirk, Harbour & Partnersの共同による。駅員はヒースロー・ターミナル1-3とヒースロー・ターミナル4の地下鉄駅とは違って、ヒースロー・エクスプレスとICTCのスタッフを配置している。
ターミナル5駅は下記の鉄道路線が乗り入れている:
- ピカデリー線: この駅はヒースロー支線をハットン・クロス駅を経由しヒースロー・ターミナルズ1,2,3駅へ走行する半分の列車の終点駅となっている。もう半分の列車はハットン・クロスを経由しヒースロー・ターミナル4駅、ヒースロー・ターミナルズ1,2,3駅へ走行しハットン・クロスへ戻っていく。
- ヒースロー・エクスプレス: 当駅開業に伴い、それまでのヒースロー・ターミナル4駅に取って代わり当駅が終点となった。

## 隣の駅
ロンドン交通局
ロンドン地下鉄
■ピカデリー線
時計回り
ヒースロー・ターミナル5駅 - ヒースロー・ターミナルズ1,2,3駅
ナショナル・レール
■ヒースロー・エクスプレス
パディントン - ヒースロー
ヒースロー・ターミナル5駅 - ヒースロー・セントラル駅

## ギャラリー

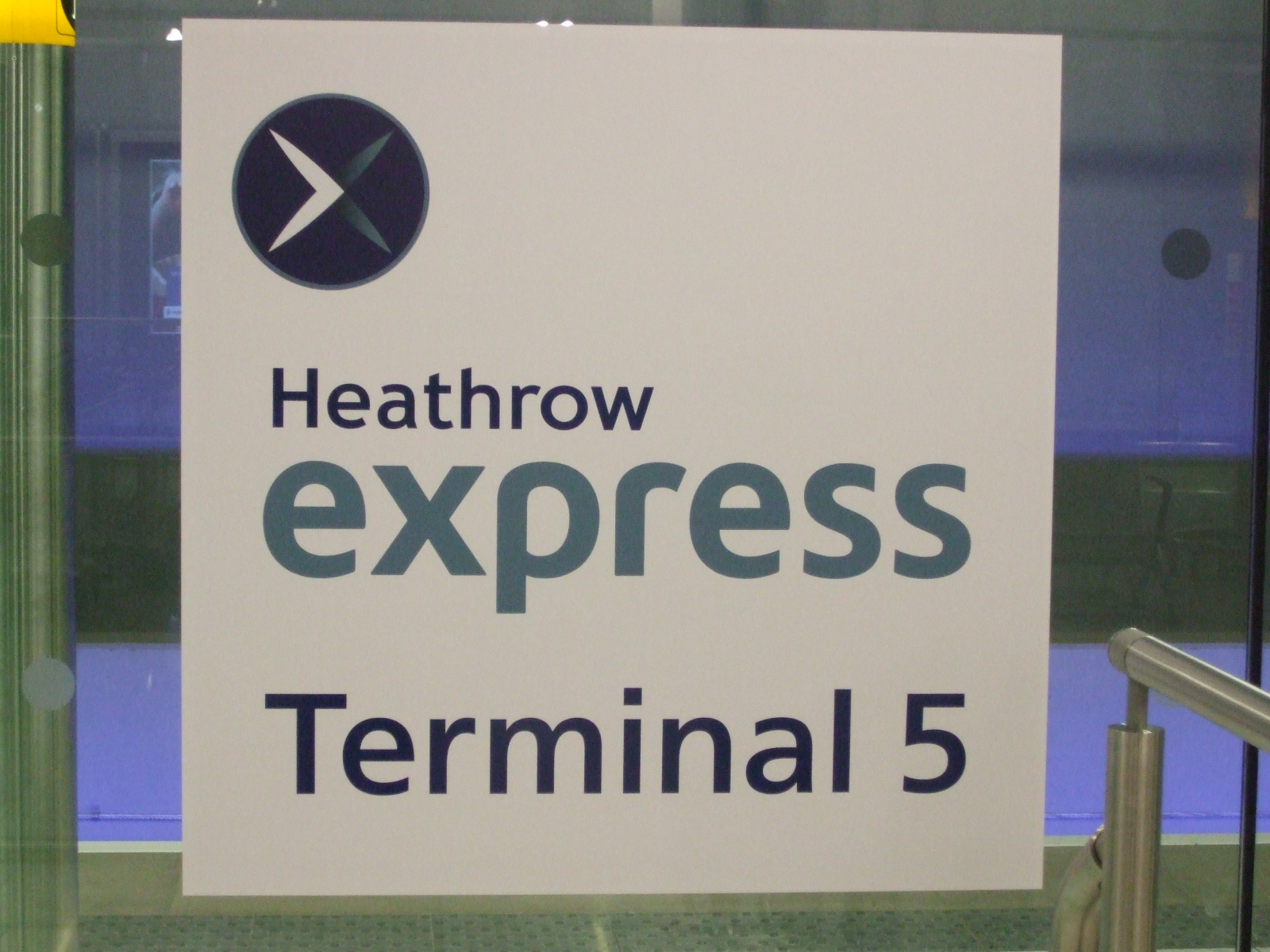
ヒースロ・エクスプレスのプラットホームの隣のあるガラス壁の中にある標識。
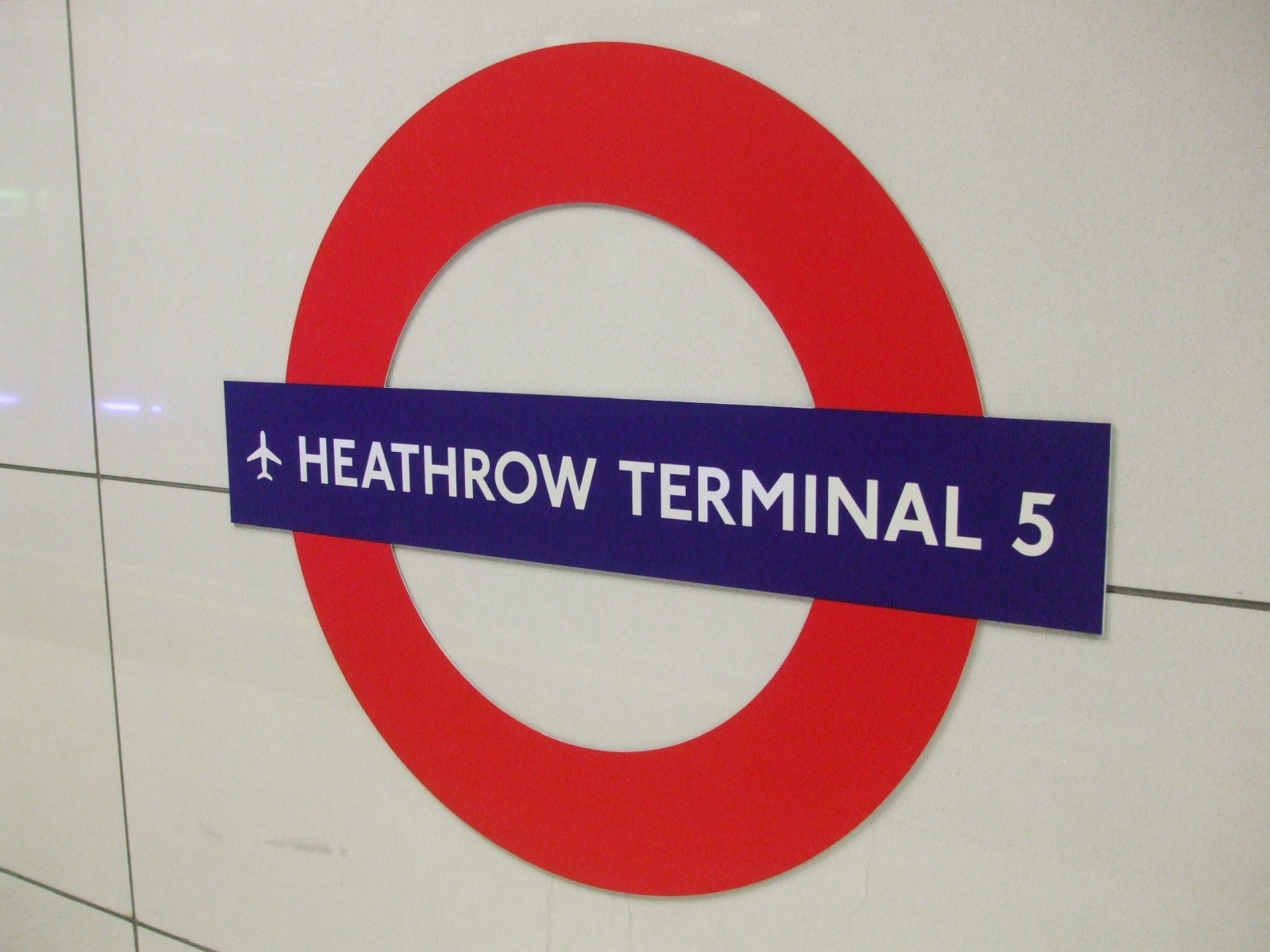
ロンドン地下鉄の駅名版。
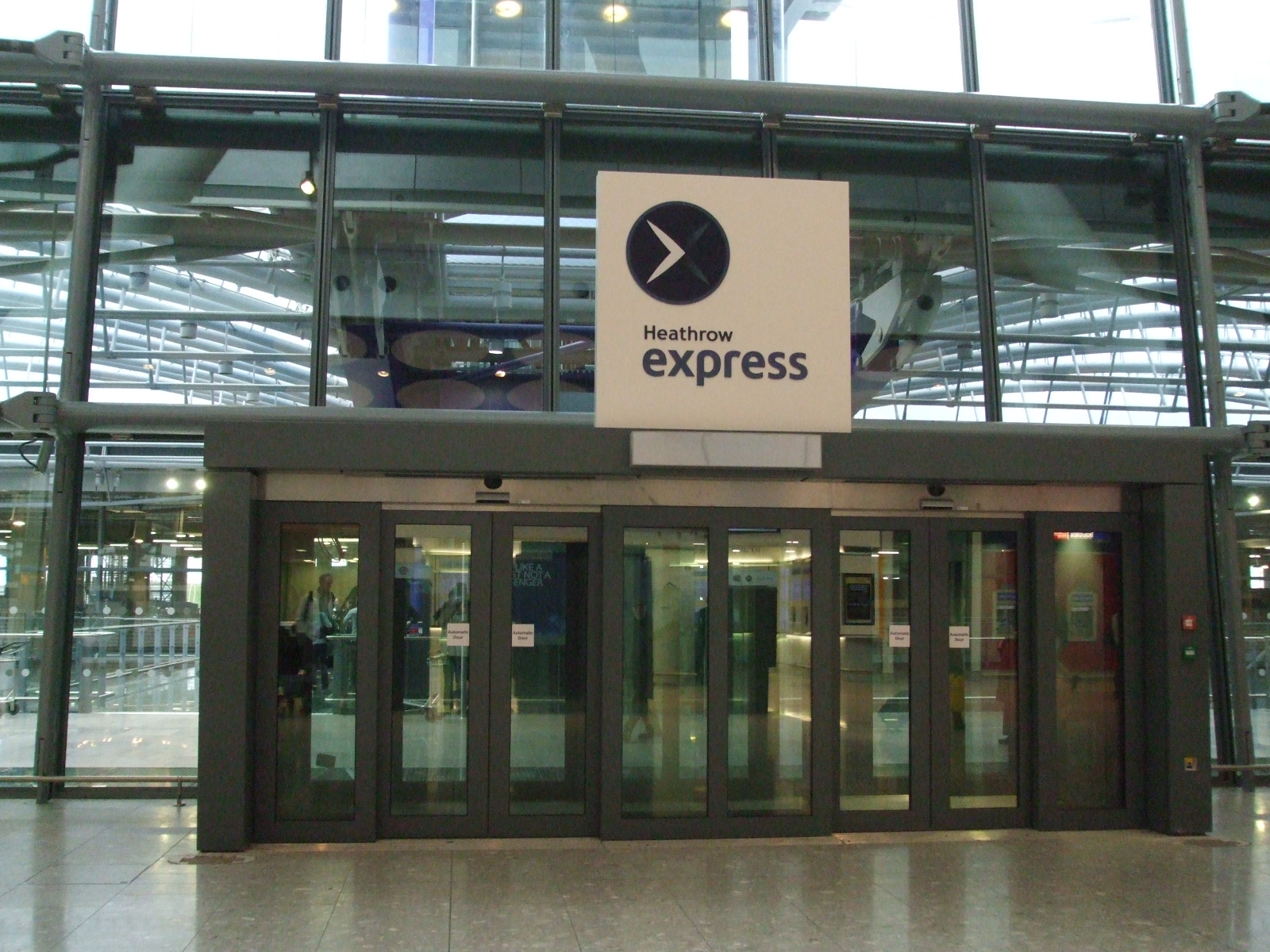
エントランスはヒースロー・エクスプレスが到着する場所に隣接している。
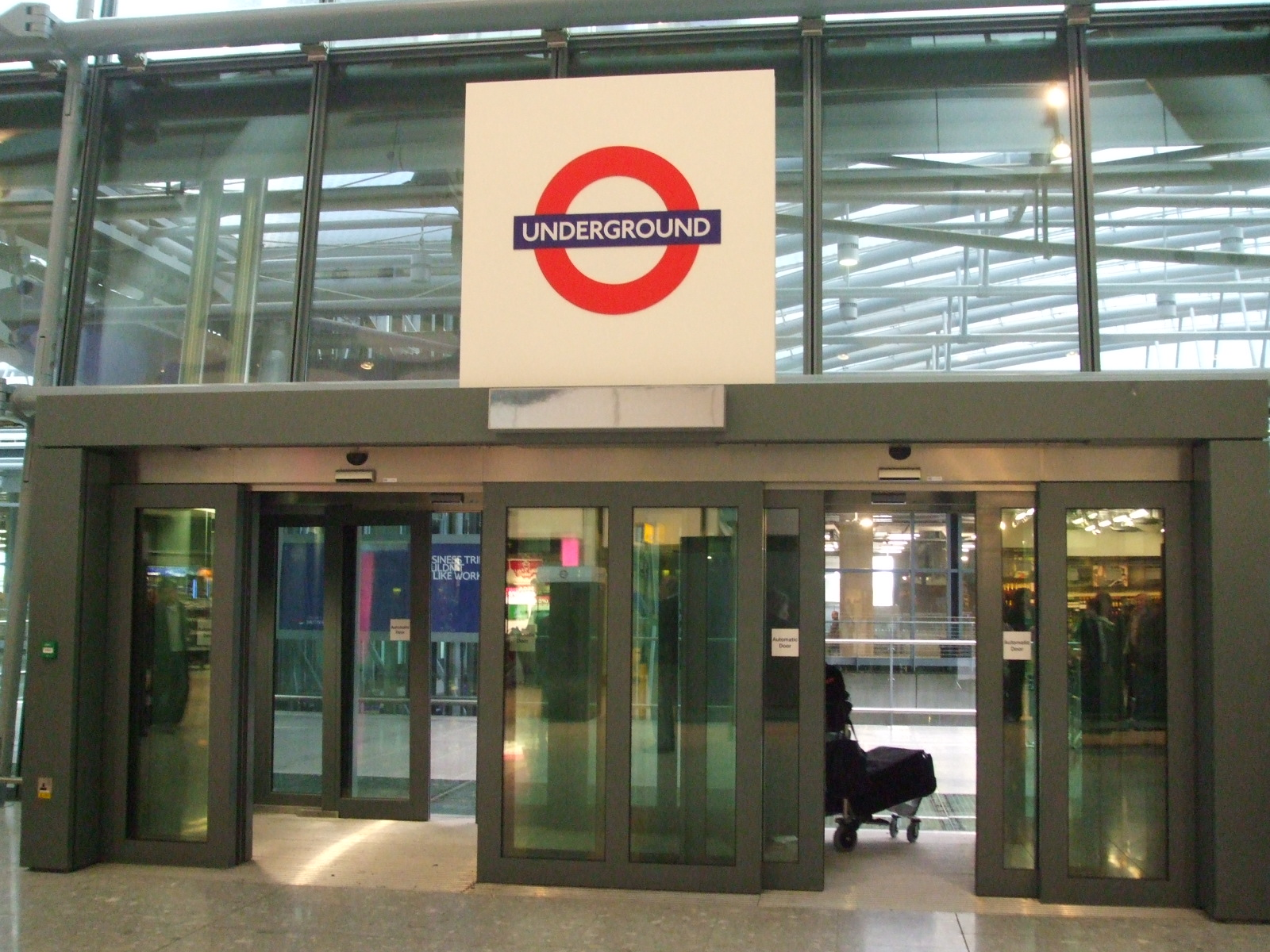
エントランスは地下鉄が到着する場所に隣接している。
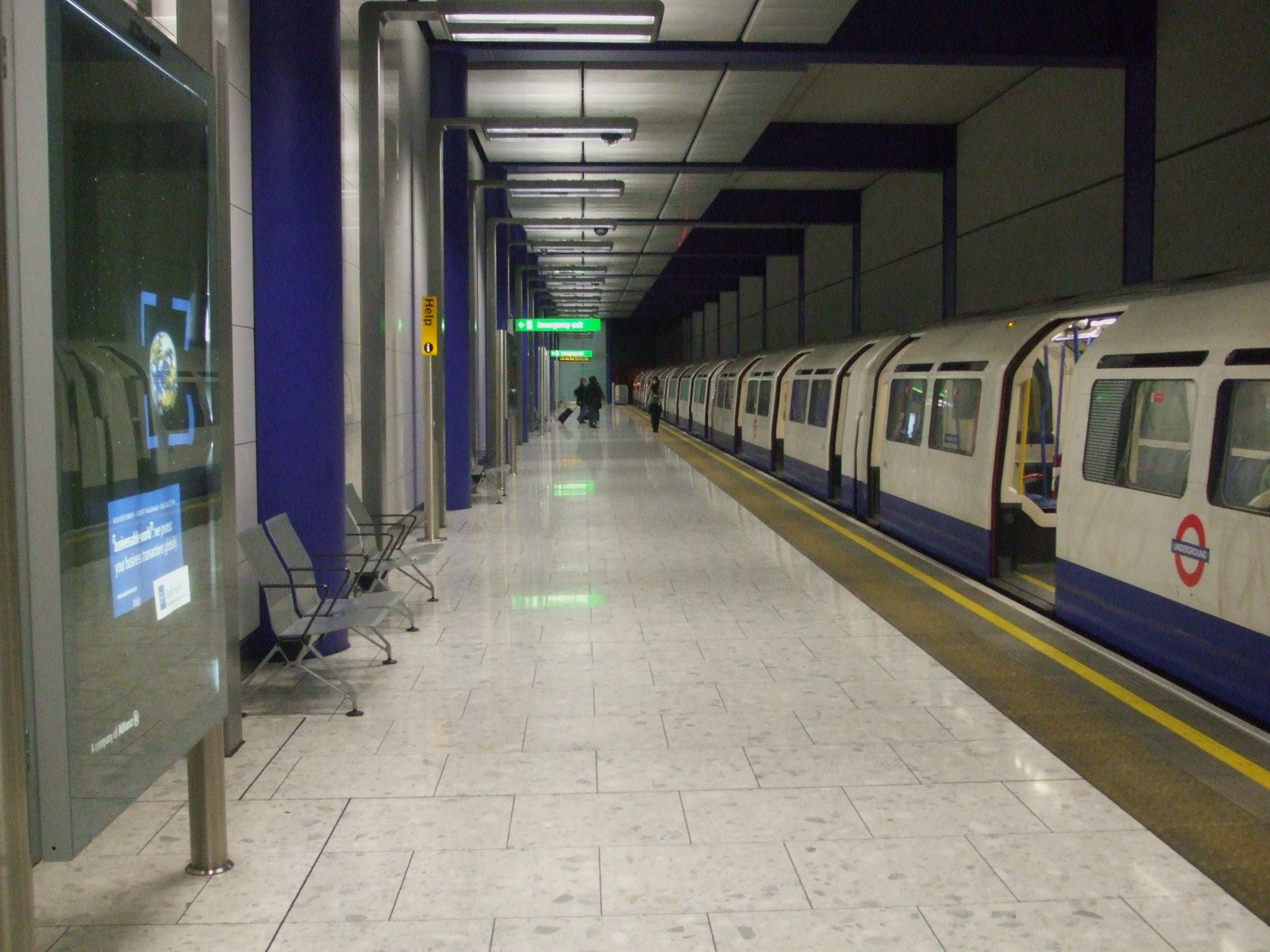
地下鉄ピカデリー線の6番ホームとロンドン地下鉄1973形電車。
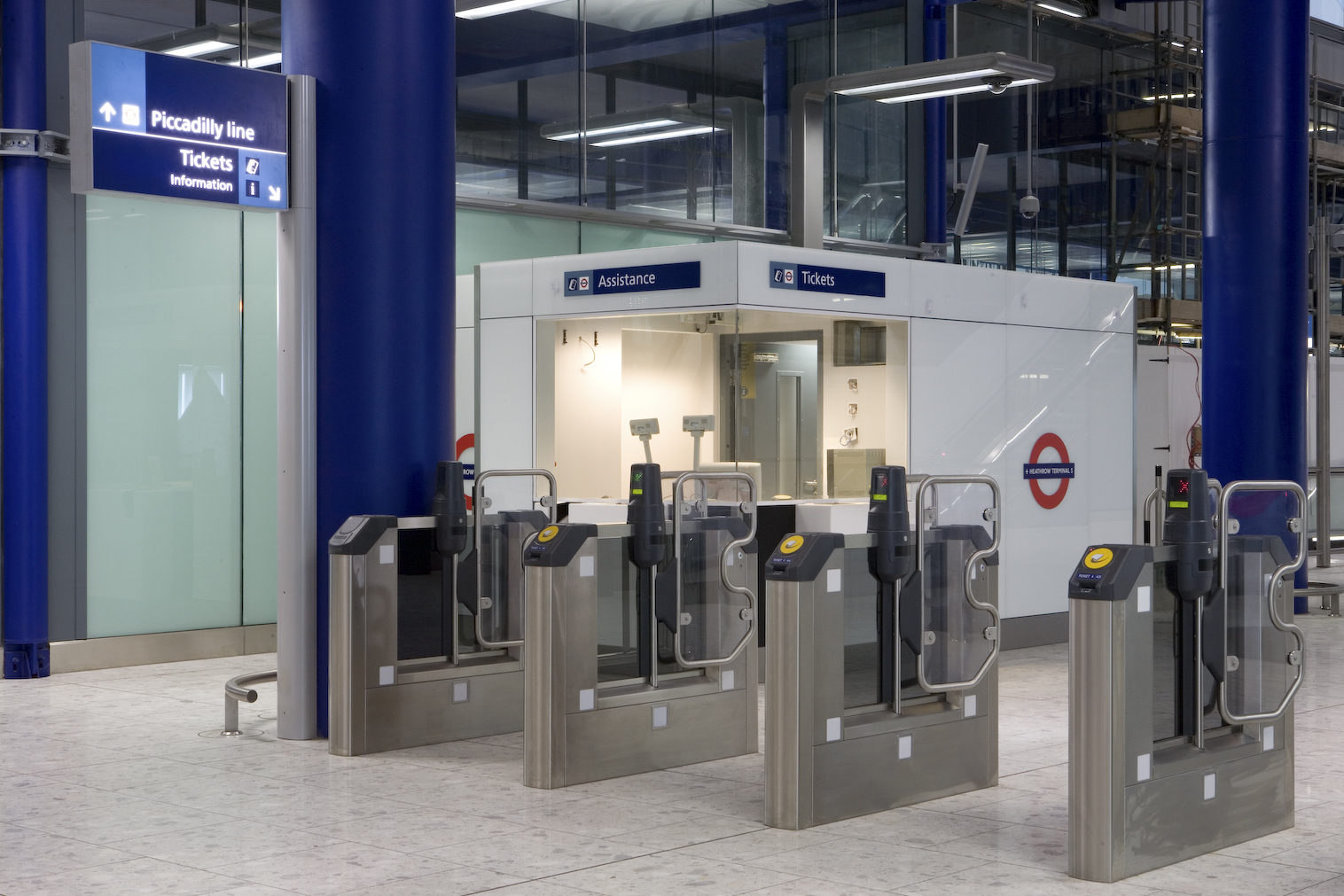
地下鉄駅のエントランスの中にある切符売り場を見る。
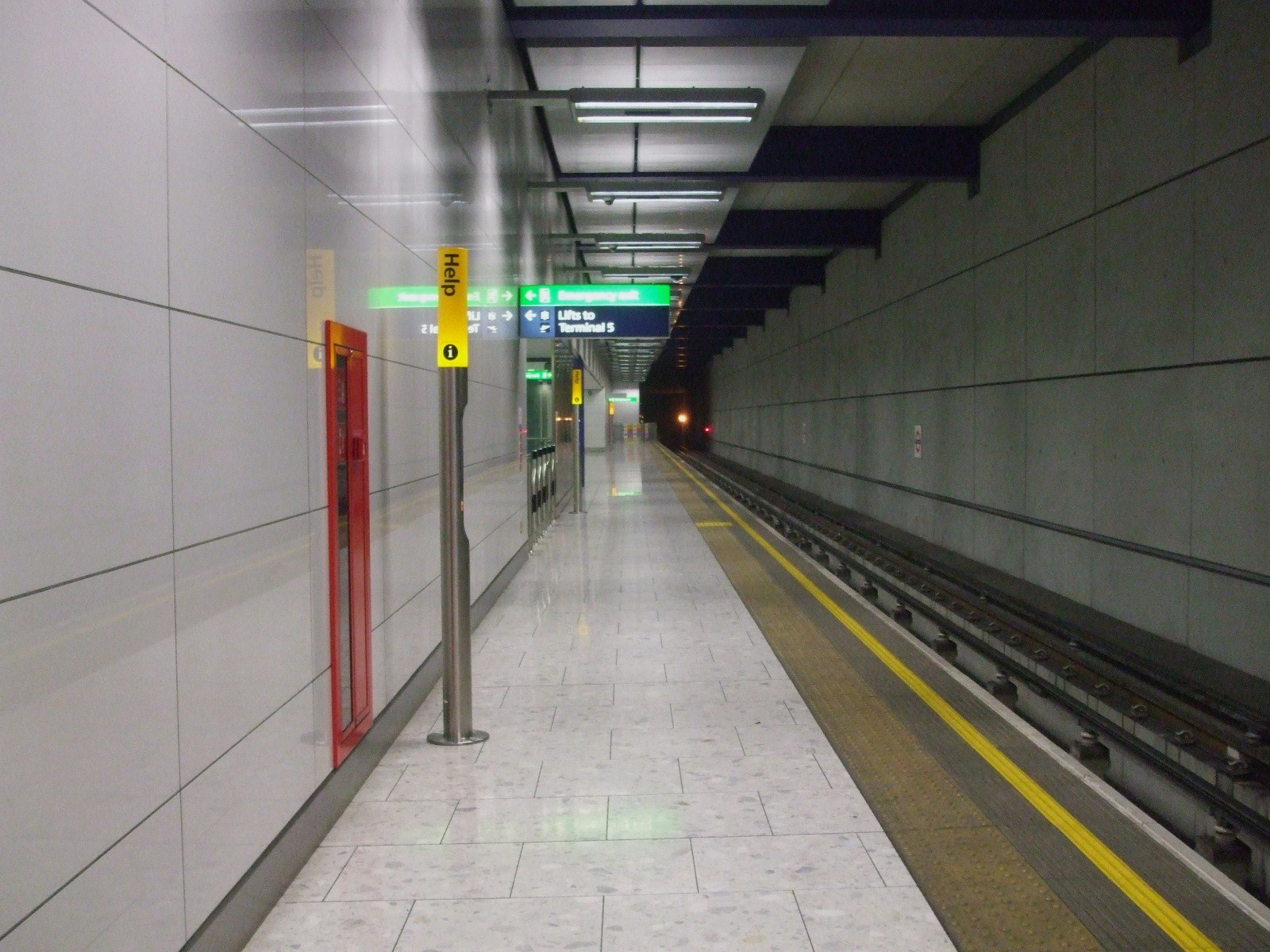
ロンドン地下鉄5番線ホームを東からロンドン方面に見ている。
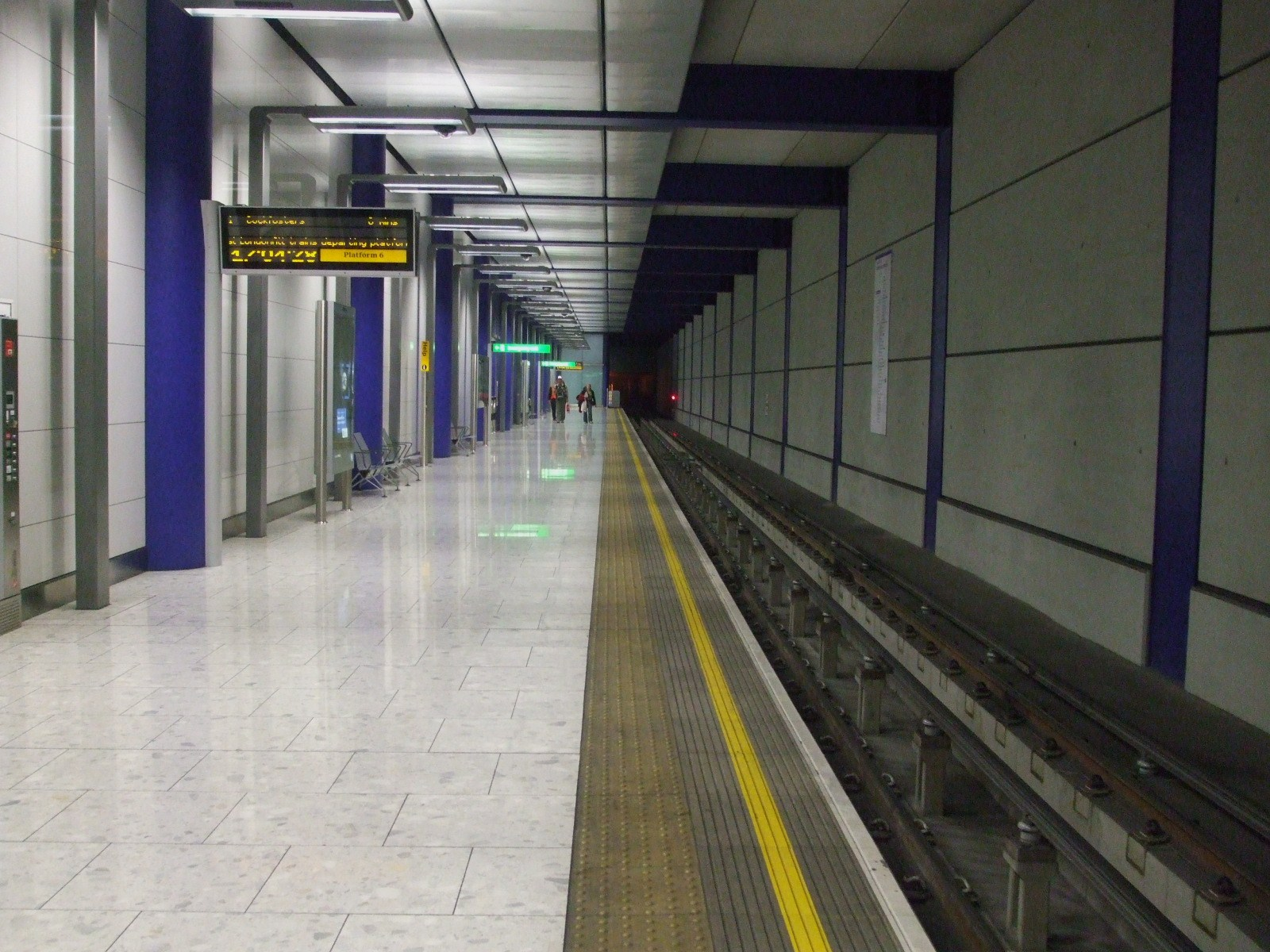
ロンドン地下鉄6番線ホームを西から見ている。